# Shūto Tanabe
Shūto Tanabe (japanisch 田邉 秀斗 Tanabe Shūto; * 5. Mai 2002 in Soraku, Präfektur Kyōto) ist ein japanischer Fußballspieler.

## Karriere
Shūto Tanabe erlernte das Fußballspielen in der Schulmannschaft der Shizuoka Gakuen High School. Seinen ersten Vertrag unterschrieb er am 1. Februar 2021 bei Kawasaki Frontale. Der Verein aus Kawasaki spielte in der ersten japanischen Liga. Hier kam er jedoch nur in den Pokalspielen und in der AFC Champions League zum Einsatz. Am 19. Juli 2022 wechselte der Abwehrspieler auf Leihbasis zum Zweitligisten JEF United Ichihara Chiba. Sein Zweitligadebüt für den Verein aus Ichihara gab er am 30. Juli 2022 (29. Spieltag) im Auswärtsspiel gegen Fagiano Okayama. Bei dem 1:1-Unentschieden stand er in der Startelf und spielte die kompletten 90 Minuten. Bis Saisonende wurde er insgesamt 15-mal in der zweiten Liga eingesetzt. Die Saison 2023 bestritt er noch zwei Spiele für JEF United. Im März 2023 kehrte er nach der Ausleihe zu Frontale zurück. Am 17. Februar 2024 gewann der mit Frontale den Supercup. Das Spiel gegen den Meister Vissel Kōbe wurde mit 1:0 gewonnen.

## Erfolge
Kawasaki Frontale
- Japanischer Supercup-Sieger: 2024